# Santuario della Beata Vergine Assunta (Pellegrino Parmense)
Il santuario della Beata Vergine Assunta, noto anche come santuario di Careno, è un luogo di culto cattolico dalle forme romaniche e gotiche situato a Careno, frazione di Pellegrino Parmense, in provincia di Parma e diocesi di Fidenza; appartiene al gruppo delle pievi parmensi ed è sede di una parrocchia compresa nel vicariato di Salsomaggiore Terme.

## Storia
Il primitivo luogo di culto romanico fu costruito probabilmente nel 1044 per volontà di un certo Ghirarde, identificabile forse nel nobile Gherardo da Cornazzano, come riportato nell'iscrizione sull'architrave del portale d'ingresso; seppur formalmente appartenente in origine alla diocesi di Piacenza, la cappella rimase sempre sotto la giurisdizione del vescovo di Parma.
I primi documenti che menzionino la sua esistenza risalgono tuttavia soltanto al 1230, quando la "Capelle de Carono" risultava dipendente dalla non lontana pieve di Serravalle.
La cappella fu forse ricostruita nelle dimensioni attuali nel XIII secolo, ma fu profondamente modificata in stile gotico intorno alla metà del XV secolo, con la suddivisione in tre navate tramite l'inserimento delle due serie di pilastri a pianta ottagonale, la sopraelevazione della navata centrale e della facciata, la sostituzione delle capriate lignee di copertura con volte a crociera e la decorazione ad affresco delle pareti.
Nei primi anni del XVIII secolo l'ingente numero di fedeli e pellegrini che frequentavano il luogo di culto comportò la costruzione dei due simmetrici porticati esterni posti ai lati della chiesa.
Nei decenni successivi furono decorate con affreschi barocchi le volte delle navate.
Nel 1836 fu ricostruito l'altare maggiore per accogliere degnamente nell'ancona marmorea neoclassica la venerata statua della Madonna dei matti, risalente al XVII secolo.
Il 29 gennaio del 1902 l'edificio fu elevato a santuario mariano su iniziativa del vescovo di Parma Francesco Magani.
Intorno alla metà del XX secolo furono effettuati alcuni interventi di restauro che interessarono la facciata, la zona absidale e l'altare maggiore.
Nel 2005 furono avviati importanti lavori di restauro e consolidamento strutturale dell'intero edificio; durante gli scavi degli interni furono rinvenute le fondazioni dell'abside originaria e alcune tracce degli antichi pavimenti, oltre a 11 sepolture. La chiesa fu riaperta solennemente al culto il 31 marzo del 2007, alla presenza del vescovo di Fidenza Maurizio Galli e dell'intera curia diocesana.

## Descrizione

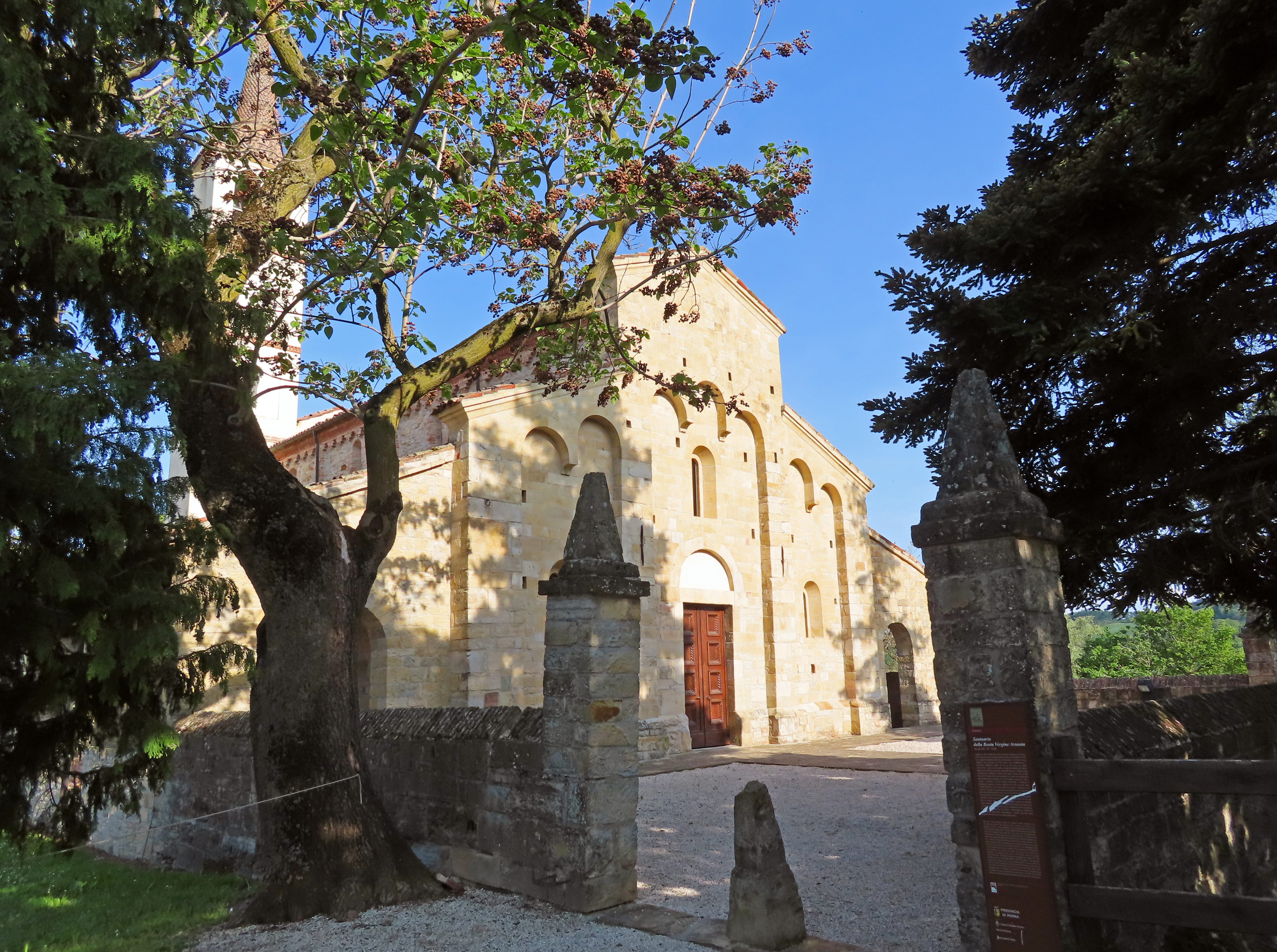
Facciata

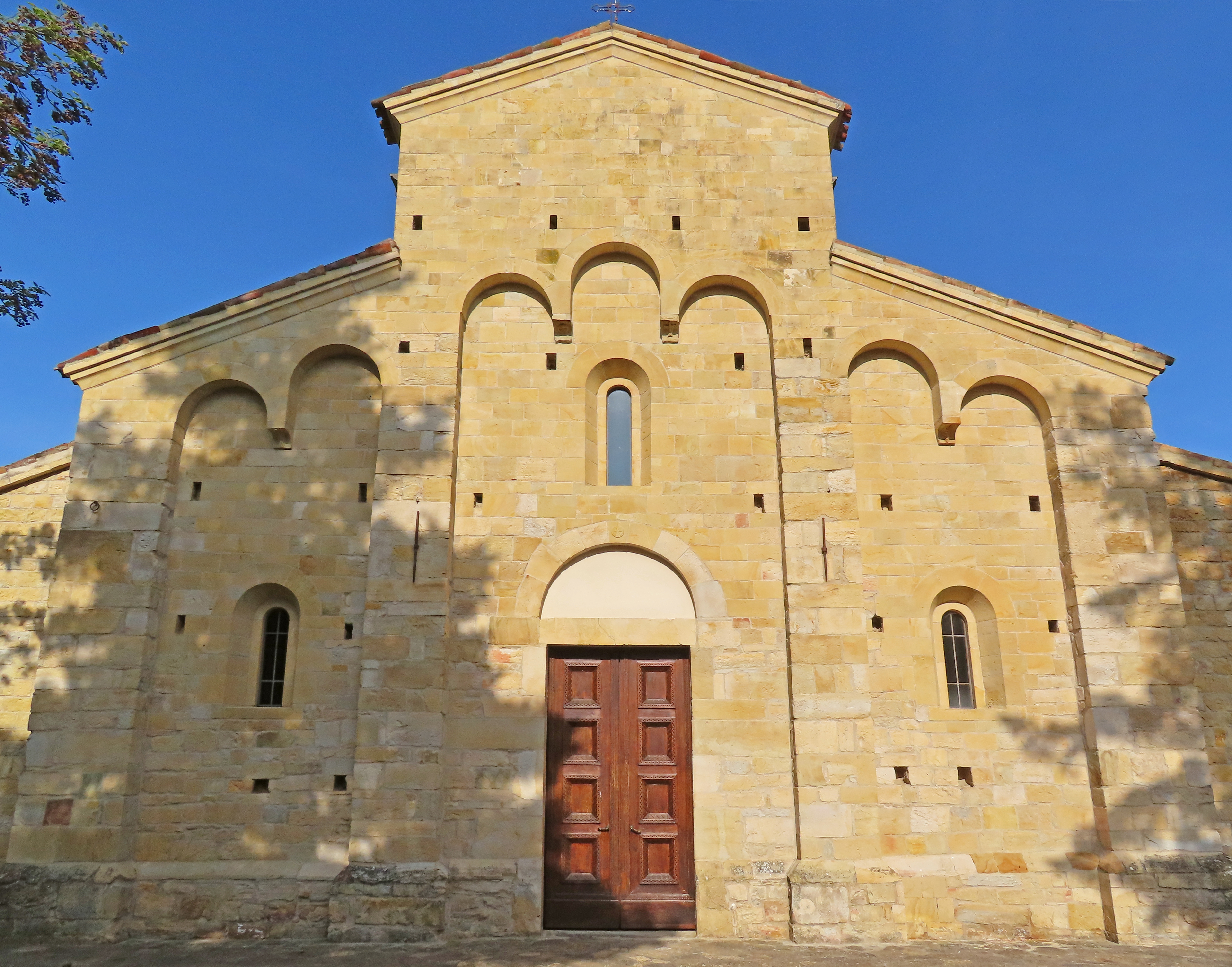
Facciata

La pieve si sviluppa in posizione collinare su un impianto a tre navate, con facciata rivolta a ovest e presbiterio absidato a est; ai lati si affiancano due porticati esterni.
La romanica facciata a salienti, interamente rivestita in conci squadrati di pietra, è simmetricamente suddivisa in cinque parti; la zona centrale è tripartita da profonde lesene, a sostegno della decorazione sommitale ad archetti pensili; nella porzione mediana, sopraelevata nel XV secolo, si apre l'ampio portale d'ingresso, sovrastato, oltre l'architrave con epigrafe a ricordo della fondazione del tempio, da lunetta; in chiave di volta è presente un bassorilievo raffigurante il Fiore della vita, dai forti significati simbolici; più in alto è collocata una monofora strombata ad arco a tutto sesto; altre due finestre analoghe sono poste nelle specchiature adiacenti. Ancora più all'esterno si aprono i due accessi ad arco a tutto sesto che conducono ai portici laterali, aggiunti agli inizi del XVIII secolo.

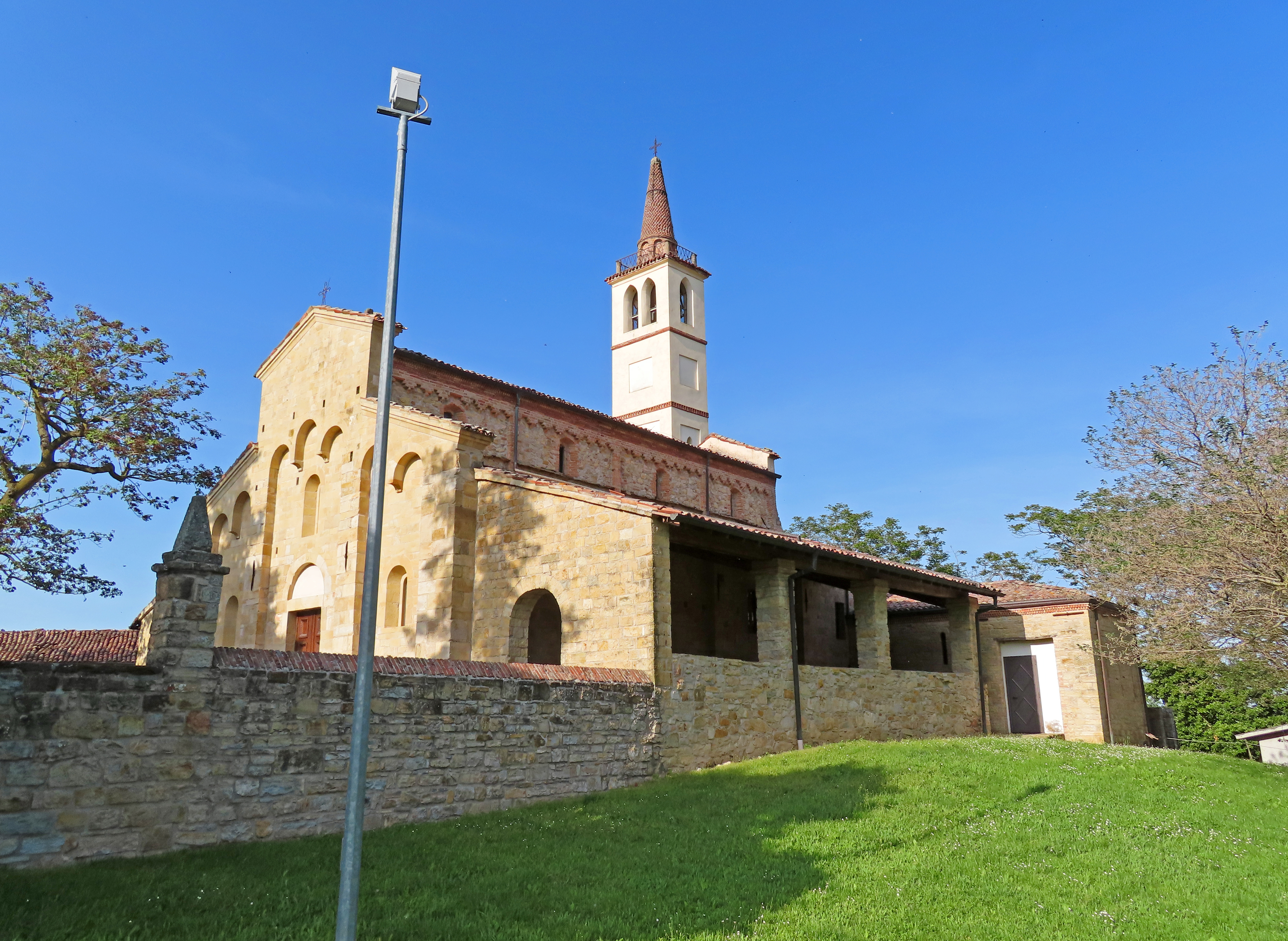
Facciata e lato sud

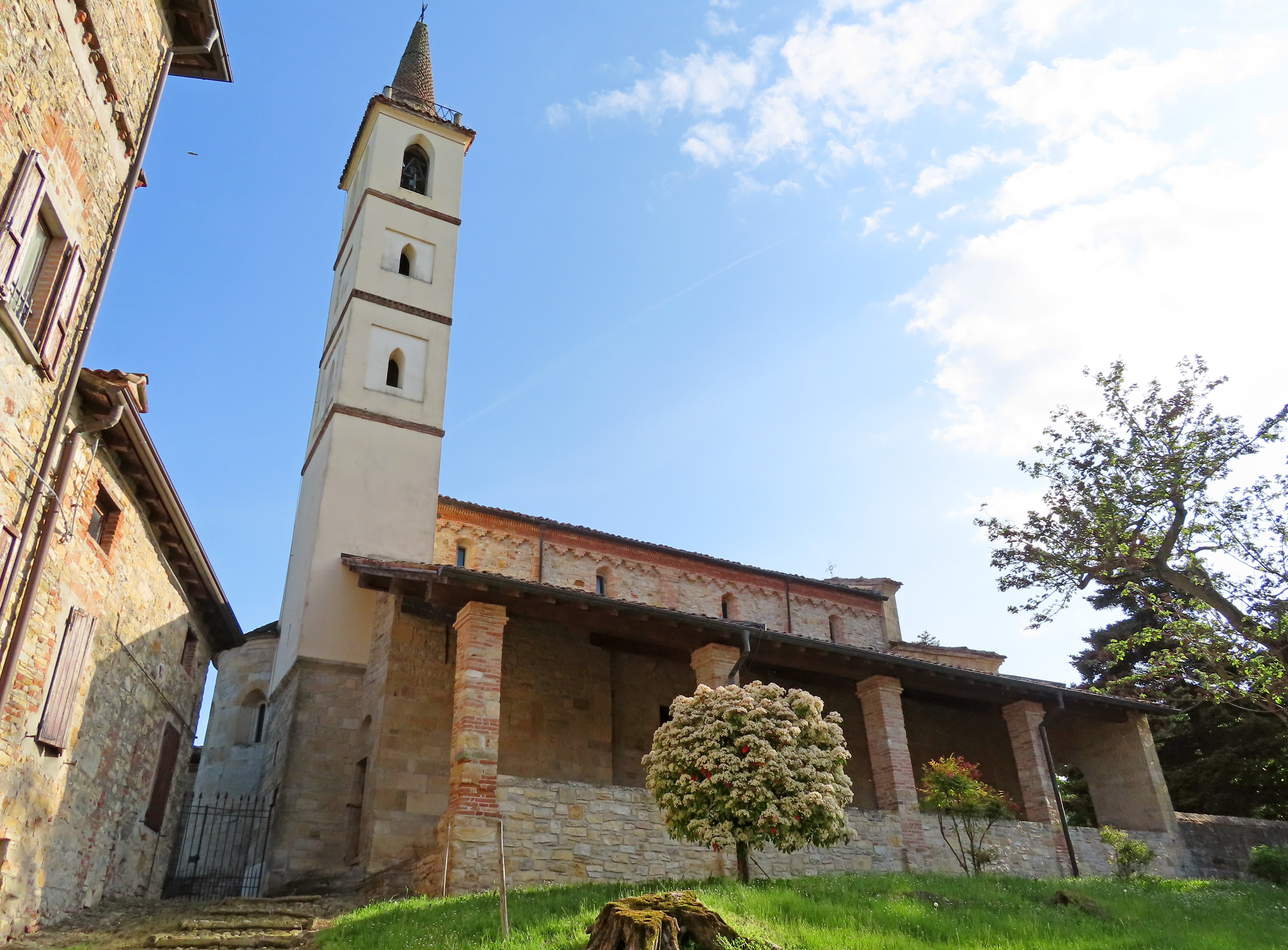
Lato nord

Sui fianchi si innalzano simmetricamente i due porticati retti da pilastri quadrati; sulle fronti della più alta navata centrale si aprono alcune strette finestre intervallate da lesene, mentre in sommità corre una cornice a denti di sega.
Sul retro al centro è collocata l'abside quattrocentesca, che presenta tre piccole monofore strombate ad arco a tutto sesto; accanto si eleva l'alta torre campanaria intonacata.

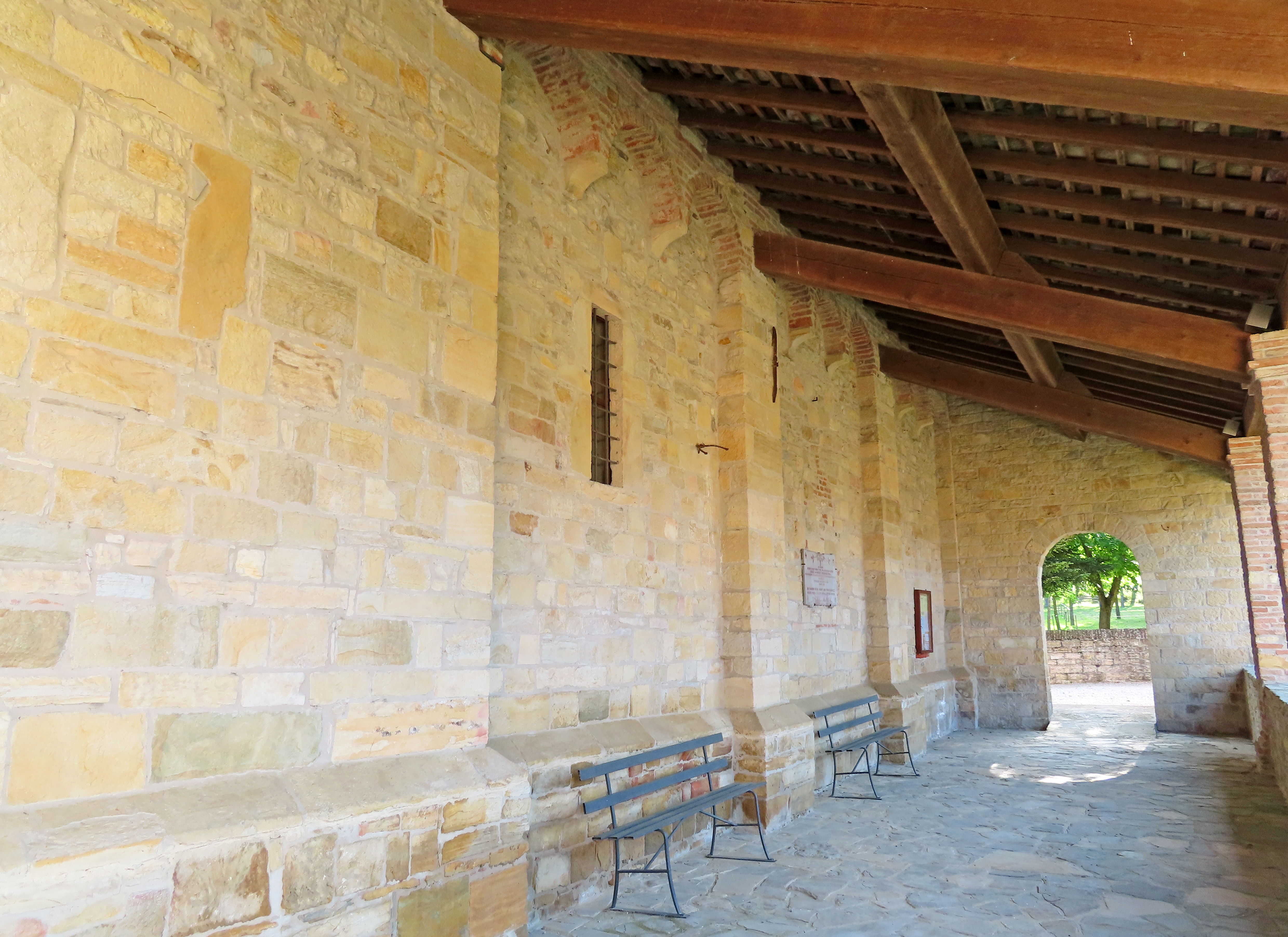
Portico nord

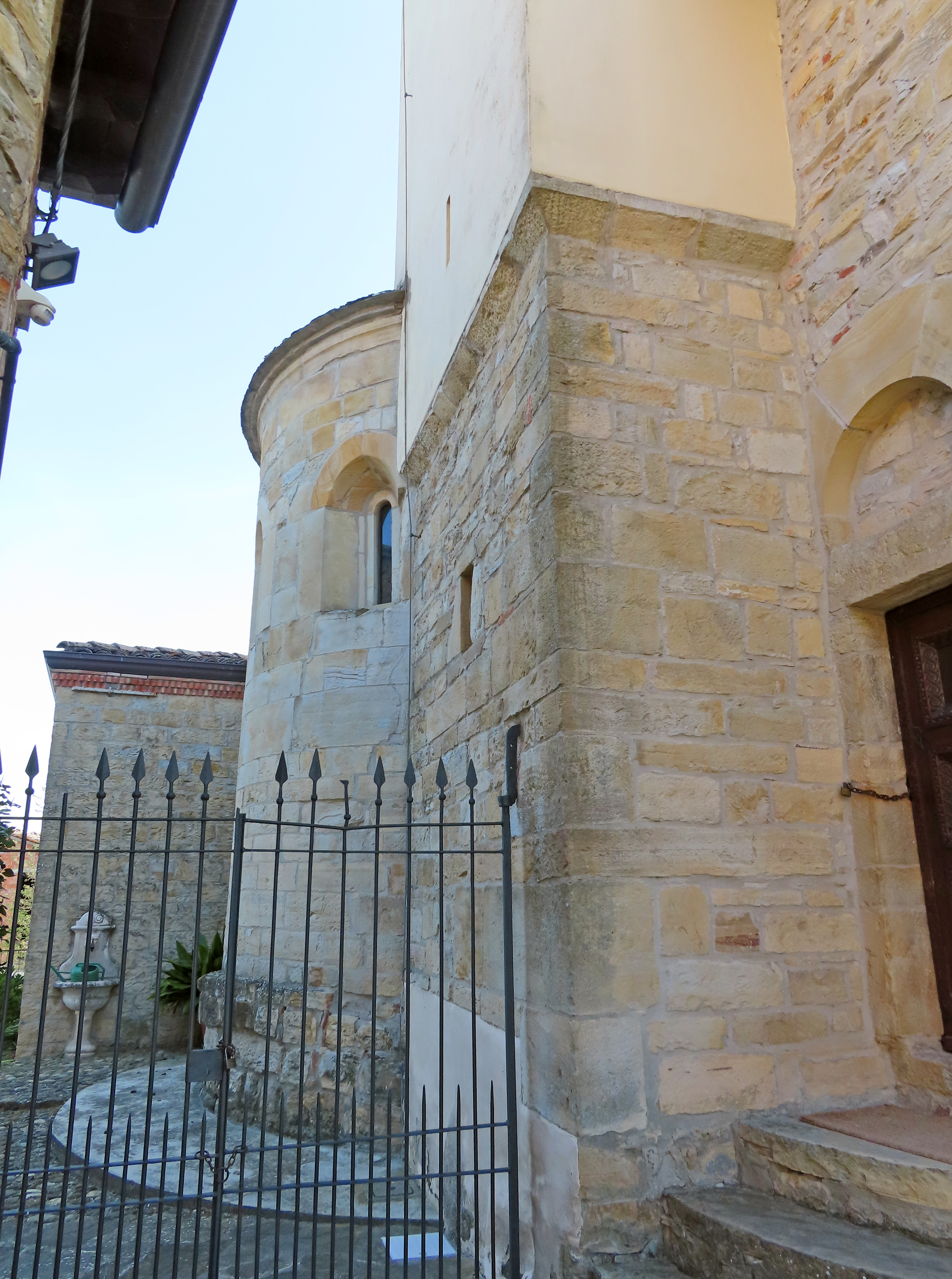
Abside

All'interno l'ampia navata centrale è suddivisa da quelle laterali da una serie di arcate a tutto sesto rette da pilastri in cotto a pianta ottagonale, coronati da bassi capitelli dorici; a copertura si sviluppa una serie di volte a crociera, costolonate al centro, interamente ricoperte da affreschi barocchi.
Le pareti laterali sono decorate con le tracce degli affreschi gotici quattrocenteschi, rappresentanti San Rocco, Due Sante, Dio Padre in Mandorla e numerose raffigurazioni della Madonna col Bambino, probabili omaggi votivi alla Vergine.
Sui fianchi sono inoltre posizionati due altari settecenteschi, con ancone riccamente decorate in stile barocco; vi è inoltre appeso un olio raffigurante San Michele che scaccia il demonio, risalente alla fine del XVII secolo.
Il presbiterio absidato ospita l'ottocentesco altare maggiore neoclassico, con monumentale ancona in marmo rosso di Verona affiancata da lesene doriche a sostegno del frontone triangolare; al suo interno è collocata la statua lignea della Madonna dei matti, così chiamata in quanto considerata protettrice delle persone affette da malattie nervose; la scultura viene trasportata annualmente in processione il 15 agosto, giorno dell'Assunta.

### Sepolture
Durante i lavori di restauro del 2005 furono rinvenute sotto il pavimento 11 sepolture, nelle quattro diverse tipologie in nuda terra, in cassa di legno, in cassa lapidea e a camera.
La tomba in nuda terra risulta la più antica, risalente probabilmente al XIII secolo; più diffuse sono invece le sepolture in cassa lignea e soprattutto lapidea, mentre sono due le sepolture collettive, in camere occupanti l'intera larghezza della navata centrale. Al termine degli scavi le tombe furono riempite con sabbia inerte e ricoperte con strati protettivi in materiale geotessile, prima della stesura della soletta di sottofondo del nuovo pavimento.

### Bibliografiche
1. 1 2 3 4 5 6 7 8 9 10 11 12 13 14   Chiesa millenaria della Beata Vergine Assunta di Careno: la storia, il culto, i tesori (PDF), su www.comune.pellegrino-parmense.pr.it. URL consultato il 5 luglio 2016.
2. 1 2   Careno, su www.valcenoweb.it. URL consultato il 29 giugno 2016 (archiviato dall'url originale il 5 agosto 2016).
3. ↑  Capitulum seu Rotulus Decimarum della diocesi di Parma
4. 1 2 3 4 5 6 7 8 9 10   Pellegrino Parmense (PR) fraz. Careno - Santuario della Beata Vergine Assunta - Il fiore della vita e le 11 sepolture, su luoghimisteriosi.it. URL consultato il 29 giugno 2016.